# Real Football
Real Football es una serie de videojuegos creados por Gameloft. Esta saga llegó a ser una de las de mayor demanda para los teléfonos móviles a finales de la década de los 2000, superando las ediciones de FIFA y Pro Evolution Soccer.
En 2009, la entrega Real Football 2009 lograba el premio al mejor juego de móvil, en los Mobile Global Awards 2009.
A diferencia de otros juegos, en la serie Real Football los jugadores aparecen con nombres ficticios, a excepción de las entregas entre 2007 y 2013, que tuvieron la licencia FIFPro. A partir de la edición 2011, los equipos de las ligas alemana y española dejaron de aparecer con los nombre reales de los jugadores debido a los altos costos de las licencias. A partir de la edición de 2014, el juego perdió todas las licencias.
Las ediciones 2008 y 2009 salieron para Nintendo DS, desarrolladas por Gameloft y distribuidas por Ubisoft, pero debido a su baja popularidad no salió la entrega 2010 para esa consola.
A partir de 2016, Gameloft optó por lanzar un único juego para dispositivos móviles de forma gratuita, Real Football 2017, que fue recibiendo actualizaciones anuales hasta 2022, cuando se lanzó su última actualización, Real Football 2022. Posteriormente el juego fue eliminado de las tiendas de aplicaciones.

## Ediciones
- 2004 Real Football
- 2005 Real Football
- Real Football 2006 (Real Soccer 2006)
- Real Football 2007
- Real Football 2008
- Real Football 2009
- Real Football 2010
- Real Football 2011
- Real Football 2012
- Real Football 2013
- Real Football 2014
- Real Football 2015
- Real Football 2016
- Real Football 2017
- Real Football 2018
- Real Football 2019
- Real Football 2020
- Real Football 2021
- Real Football 2022